# Tuğba Önal
Tuğba Önal (Istanbul, 1974) è una cantante turca.

## Biografia
Il 12 marzo 1999 ad Ankara Tuğba Önal ha partecipato a 22. Eurovision Şarkı Yarışması Türkiye Finali, il processo di selezione turco per la ricerca del rappresentante nazionale all'Eurovision Song Contest 1999. La giuria l'ha decretata vincitrice, preferendo lei e la sua canzone Dön artık agli altri nove partecipanti.
Il 29 maggio 1999 la cantante ha quindi partecipato al contest a Gerusalemme, dove si è classificata al 16º posto su 23 partecipanti totalizzando 21 punti, di cui 12 dalla Germania (dove è risultata la più televotata), 5 dalla Francia e 4 dalla Norvegia. A ottobre 1999 è uscito l'album di debutto della cantante su etichetta discografica Kiss Müzik, intitolato Onun adı aşk. Tuğba ha inoltre cantato nelle colonne sonore delle versioni turche di molti film per bambini.

## Discografia

### Album
- 1999 - Onun adı aşk

### Singoli
- 1999 - Dön artık